# Phang Nga
Pour les articles homonymes, voir Nga.
Pour la province de Thaïlande, voir Province de Phang Nga.
Phang Nga (thaï พังงา) est une ville de la région Sud de la Thaïlande, capitale de la province de Phang Nga. En 2005, elle comptait 9559 habitants.

## Baie de Phang Nga

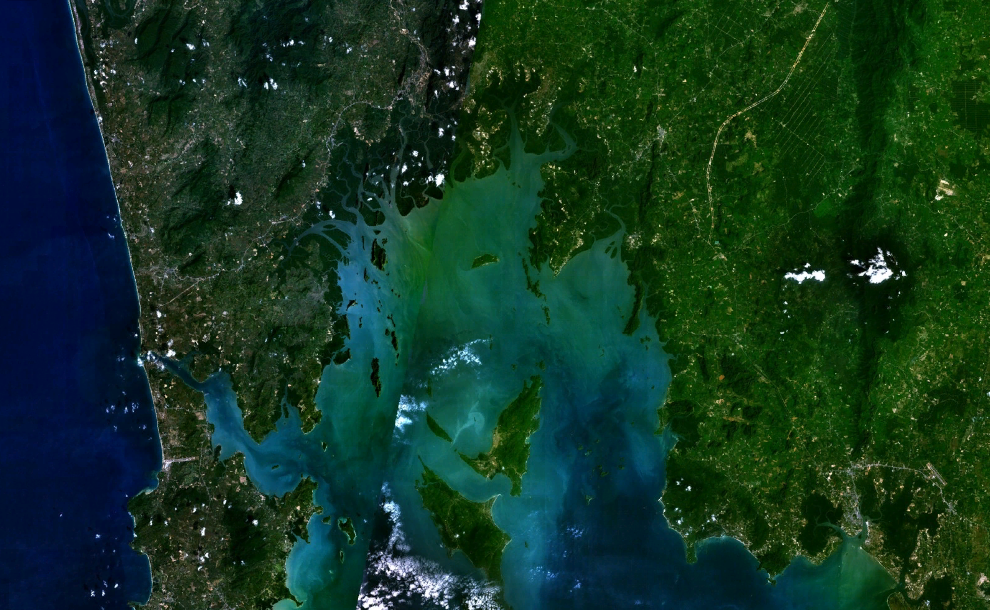
Vue satellite de la baie de Phang Nga

Située sur la mer d'Andaman, la baie de Phang Nga est une des merveilles naturelles de la Thaïlande. On y retrouve un très grand nombre de pitons calcaires, la plupart recouverts de végétation. Les plus grands peuvent atteindre plus de 70 mètres. Comme la base de ces stalactites de mer a été rongée par l'eau, on a souvent l'impression qu'ils sont en forme de cônes. On y retrouve également plusieurs grottes, naturellement creusées par l'eau. Ce site unique au monde a été utilisé dans un des films de James Bond, L'Homme au pistolet d'or (1974). Au tout début de la baie de Phang Nga on retrouve une forêt de mangrove. Dans les livres d'histoire, on indique que cet endroit était jadis infesté de gavials, les plus grands crocodiles du monde.